# Dreiländerspitze
La Dreiländerspitze (littéralement « pointe des trois pays ») est une montagne qui s’élève à 3 196 ou 3 197 m d’altitude à la frontière entre l'Autriche et la Suisse.